# Olulodes conscripta
Olulodes conscripta là một loài bướm đêm trong họ Noctuidae.